# Yasin Özcan
Yasin Özcan (Estambul, 20 de abril de 2006) es un futbolista turco. Juega tanto de lateral izquierdo como defensa central, su equipo actual es el Aston Villa Football Club de la Premier League, máxima categoría del fútbol inglés.

## Trayectoria
Realizó las divisiones formativas infantiles en İl Özel İdaresispor, desde el 2015 al 2017, luego tuvo un breve pasaje por Karadolap Gençlikspor y en 2018 fue fichado por Kasımpaşa Spor Kulübü, club donde comenzó su formación juvenil. En el año 2022 firmó su primer contrato profesional con 16 años y fue ese mismo año, el 8 de agosto, cuando debutó en el primer equipo de manera oficial, ingresó al comienzo del segundo tiempo y fueron derrotados 4-0 por İstanbul Başakşehir.
En su octavo partido oficial, el 20 de enero de 2023, convirtió su primer gol como profesional, fue contra İstanbul Başakşehir pero perdieron 1-3. Con 16 años y 276 días se transformó en uno de los jugadores más jóvenes de las ligas europeas en anotar un gol en la temporada 2022-23.
A finales de 2024, trascendió el interés de Aston Villa por su fichaje. El 10 de febrero de 2025 el club inglés anunció un acuerdo por su fichaje.
En su último partido con Kasımpaşa fue el capitán del equipo por primera vez, en lo que fue una derrota 1-2 frente a Göztepe. Tras 3 temporadas dejó el club turco con 94 presencias, 6 goles y 4 asistencias.

## Selección nacional
Yasin ha sido internacional con la selección de Turquía en las categorías juveniles sub-16, sub-17 y sub-21.
El 10 de marzo de 2022 debutó con la selección, fue en la categoría sub-16, se enfrentaron a Eslovaquia y empataron sin goles, estuvo en cancha los 7 minutos finales. En las próximas citaciones fue considerado por la sub-17 turca y jugó la clasificación a la Eurocopa Sub-17 de 2023.
Jugó por primera vez con la selección sub-21 el 20 de junio de 2023, a pesar de ser categoría sub-17, fue titular contra Bosnia en un amistoso y ganaron 4-1.

## Estadísticas

### Clubes
Actualizado al último partido disputado el 30 de mayo de 2025.
| Club                         | Div.          | Temporada     | Liga  | Liga  | Liga   | Copas nacionales | Copas nacionales | Copas nacionales | Copas internacionales | Copas internacionales | Copas internacionales | Total | Total | Total  |
| Club                         | Div.          | Temporada     | Part. | Goles | Asist. | Part.            | Goles            | Asist.           | Part.                 | Goles                 | Asist.                | Part. | Goles | Asist. |
| ---------------------------- | ------------- | ------------- | ----- | ----- | ------ | ---------------- | ---------------- | ---------------- | --------------------- | --------------------- | --------------------- | ----- | ----- | ------ |
| Kasımpaşa S. K. Turquía      | 1.ª           | 2022-23       | 19    | 2     | 1      | 1                | 0                | 0                | —                     | —                     | —                     | 20    | 2     | 1      |
| Kasımpaşa S. K. Turquía      | 1.ª           | 2023-24       | 37    | 2     | 1      | 3                | 1                | 0                | —                     | —                     | —                     | 40    | 3     | 1      |
| Kasımpaşa S. K. Turquía      | 1.ª           | 2024-25       | 34    | 1     | 2      | -                | -                | -                | —                     | —                     | —                     | 34    | 1     | 2      |
| Kasımpaşa S. K. Turquía      | Total club    | Total club    | 90    | 5     | 4      | 4                | 1                | 0                | 0                     | 0                     | 0                     | 94    | 6     | 4      |
| Aston Villa F. C. Inglaterra | 1.ª           | 2025-26       | 0     | 0     | 0      | -                | -                | -                | -                     | -                     | -                     | 0     | 0     | 0      |
| Aston Villa F. C. Inglaterra | Total club    | Total club    | 0     | 0     | 0      | 0                | 0                | 0                | 0                     | 0                     | 0                     | 0     | 0     | 0      |
| Total carrera                | Total carrera | Total carrera | 90    | 5     | 4      | 4                | 1                | 0                | 0                     | 0                     | 0                     | 94    | 6     | 4      |
| 1.                           |               |               |       |       |        |                  |                  |                  |                       |                       |                       |       |       |        |

### Selección
Actualizado al último partido disputado el 25 de marzo de 2025.
| Selección         | Temporada         | Continental | Continental | Continental | Mundial | Mundial | Mundial | Amistosos | Amistosos | Amistosos | Total | Total | Total  |
| Selección         | Temporada         | Part.       | Goles       | Asist.      | Part.   | Goles   | Asist.  | Part.     | Goles     | Asist.    | Part. | Goles | Asist. |
| ----------------- | ----------------- | ----------- | ----------- | ----------- | ------- | ------- | ------- | --------- | --------- | --------- | ----- | ----- | ------ |
| Sub-16 Turquía    | 2021-22           | —           | —           | —           | —       | —       | —       | 1         | 0         | 0         | 1     | 0     | 0      |
| Sub-16 Turquía    | Total sel.        | 0           | 0           | 0           | 0       | 0       | 0       | 1         | 0         | 0         | 1     | 0     | 0      |
| Sub-17 Turquía    | 2022-23           | 6           | 0           | 0           | -       | -       | -       | 4         | 1         | 0         | 10    | 1     | 0      |
| Sub-17 Turquía    | Total sel.        | 6           | 0           | 0           | 0       | 0       | 0       | 4         | 1         | 0         | 10    | 1     | 0      |
| Sub-21 Turquía    | 2022-23           | -           | -           | -           | —       | —       | —       | 1         | 0         | 0         | 1     | 0     | 0      |
| Sub-21 Turquía    | 2023-24           | 4           | 0           | 0           | —       | —       | —       | 3         | 0         | 1         | 4     | 0     | 0      |
| Sub-21 Turquía    | 2024-25           | 6           | 0           | 0           | —       | —       | —       | 0         | 0         | 0         | 6     | 0     | 0      |
| Sub-21 Turquía    | Total sel.        | 10          | 0           | 0           | 0       | 0       | 0       | 4         | 0         | 1         | 14    | 0     | 1      |
| Absoluta Turquía  | 2024              | 0           | 0           | 0           | —       | —       | —       | 0         | 0         | 0         | 0     | 0     | 0      |
| Absoluta Turquía  | 2025              | 0           | 0           | 0           | —       | —       | —       | 1         | 0         | 0         | 1     | 0     | 0      |
| Absoluta Turquía  | Total sel.        | 0           | 0           | 0           | 0       | 0       | 0       | 1         | 0         | 0         | 1     | 0     | 0      |
| Total selecciones | Total selecciones | 16          | 0           | 0           | 0       | 0       | 0       | 10        | 1         | 1         | 26    | 1     | 1      |
| 1.                |                   |             |             |             |         |         |         |           |           |           |       |       |        |

## Palmarés

### Distinciones individuales
| Distinción                                                                             | Año  |
| -------------------------------------------------------------------------------------- | ---- |
| Parte de los 60 mejores jugadores jóvenes del mundo para The Guardian (categoría 2006) | 2023 |
| Nominado al Premio Golden Boy                                                          | 2025 |